# William Holabird
Pour les articles homonymes, voir Holabird.
William Holabird est un architecte américain né le 11 septembre 1854 à Amenia Union dans l'État de New York et mort le 19 juillet 1923 à Evanston dans l'Illinois.
Il appartient à l'école de Chicago. Il a fondé le cabinet d'architecte Holabird and Root, avec Martin Roche.